# Las estrellas miran hacia abajo (película)
Las estrellas miran hacia abajo (en inglés: The Stars Look Down) es una película dirigida por Carol Reed en 1939, y protagonizada por Michael Redgrave y Margaret Lockwood. El argumento se basa en la novela homónima de A. J. Cronin, publicada en 1935, que describe las injusticias y conflictos sociales en una comunidad minera del Nordeste de Inglaterra.